# Леонове (Борисовський район)
Леонове (біл. вёска Леванова) — село в складі Борисовського району Мінської області, Білорусь. Село належало Метченській сільській раді, розташоване в східній частині області.